# J. Heinr. Kramer Gruppe
Die J. Heinr. Kramer Gruppe (J.H.K. Gruppe) mit Sitz in Bremerhaven ist ein 1901 gegründeter und familiengeführter Industriedienstleistungskonzern mit dem Schwerpunkt des Anlagenbaus unter der Führung der J. Heinr. Kramer Holding GmbH & Co. KG.  Die Geschäftsfelder der Unternehmensgruppe sind industrieller Rohrleitungs-, Sondermaschinen-, Stahl-, Behälter- und Apparatebau sowie Elektroanlagenbau einschließlich des Engineering. Darüber hinaus ist die J.H.K. Gruppe im Gerüstbau und der Oberflächentechnik sowie in der Mess- und Regelungstechnik für den Mineralölumschlag tätig.

## Geschichte
Die Firma wurde 1901 von Johann Heinrich Kramer als Kupferschmiede gegründet. Zu dieser Zeit hielt auf der Fischdampferflotte, die in Bremerhaven seit langer Zeit beheimate war, aufgrund der Dampfenergie die Kältetechnik Einzug und Kupfer war der Werkstoff der Wahl. 1929 übernahm J. Heinrich Kramer, der eine Ausbildung zum Kupferschmied machte und Kupferschmiedemeister wurde, das Unternehmen. In den 1930er Jahren hat sich das Unternehmen zu einem mittelständischen Betrieb weiter entwickelt. Nach dem Zweiten Weltkrieg erfolgte eine Diversifikation des Betriebs in die Bereiche Elektrotechnik und Stahlbau. 1982 trat Ingo Kramer in die Firmengruppe als Geschäftsführer ein und führte diese von 1986 bis 2018 als geschäftsführender Gesellschafter weiter und wurde 2013–2020 Präsident der Bundesvereinigung der Deutschen Arbeitgeberverbände (BDA). Aktuell wird die Anlagenbaugruppe mit langer Familientradition in vierter Generation durch Julius Kramer sowie Georg Kürfgen geführt.
Im Zeitraum 2007–2009 hat die J.H.K.-Gruppe gemeinsam mit der Firma Kaefer die Polarforschungsstation Neumayer-Station III des Alfred-Wegener-Institut gebaut.  Hierbei konnte die Arbeitsgemeinschaft von der Erfahrung der J.H.K. Gruppe aus dem Bau der Vorgängerstation Neumayer-Station II profitieren.

## Unternehmen der J.H.K. Gruppe
Die J.H.K. Gruppe besteht insbesondere aus 6 eigenverantwortlich arbeitenden Unternehmen an 4 Standorten in Deutschland, die primär in der DACH-Region sowie weltweit tätig sind.
Zur Unternehmensgruppe gehören folgende operative Unternehmen (Stand Dezember 2023):
- J.H.K. Anlagenbau und Industrieservice GmbH & Co. KG
- J.H.K. Industriebeschichtung GmbH & Co. KG
- J.H.K. Engineering GmbH & Co. KG
- J.H.K. Regeniter GmbH[7]
- J.H.K. Gebäudetechnik GmbH
- M+F Technologies GmbH[8]